# Salvador Esguerra
Salvador Esguerra (Lapog, 19 juni 1906 - 12 februari 1979) was een Filipijns jurist. Hij was van 1972 tot 1976 rechter van de Hooggerechtshof van de Filipijnen.

## Biografie
Salvador Esguerra werd geboren op 19 juni 1906 in Lapog, tegenwoordig San Juan, in de Filipijnse provincie Ilocos Sur. Hij was het vierde kind van Benigno Esguerra en Irenea Valle. Na het voltooien van de Ilocos Sur High School in 1925 deed hij toelatingsexamen voor de officiersopleiding aan het Amerikaanse West Point. Esguerra behaalde uiteindelijk het op een na beste resultaat, maar werd niet uitverkoren voor een opleiding aan West Point. In afwachting van zijn resultaat was hij begonnen aan een studie aan het College of Liberal Arts van de University of the Philippines. In 1927 behaalde hij er een Associate of Arts-diploma. Aansluitend studeerde hij rechten aan dezelfde onderwijsinstelling. In 1931 voltooide hij deze bachelor-opleiding en op 5 december 1931 slaagde hij tevens voor het toelatingsexamen van de Filipijnse balie. 
Na zijn afstuderen werkte Esguerra tot 31 december 1933 als klerk voor het Bureau of Lands. Nadien begon hij een advocatenpraktijk in Ilocos Sur. Op 16 april 1940 trad Esguerra in dienst als advocaat bij het ministerie van justitie. In januari 1946 volgde een promotie tot hoofd van de afdeling. vanaf februari 1947 werkte Esguerra als jurist voor het ambtenarenapparaat van Malacanang Palace. Van 1948 tot 1954 was hij Judge At Large of First Instance en van 1954 tot 1959 District Judge van Iloilo. Tegelijk was hij vanaf 1948 tot en met 1961 werkzaam als juridisch adviseur van de drie presidenten Elpidio Quirino, Ramon Magsaysay en Carlos Garcia. 
Op 29 december 1961 werd Esguerra op de laatste dag van zijn presidentschap door president Carlos Garcia benoemd tot rechter van het Hof van beroep. Deze benoeming werd (net als vele andere benoemingen die Garcia die dag had gedaan) door opvolger Diosdado Macapagal ongedaan gemaakt. Op 3 januari 1962 werd hij door Macapagal echter alsnog benoemd tot rechter van deze rechtbank en ving aan op 20 januari 1962. Vanaf 17 januari 1970 was hij president van het Hof van beroep. Op 21 juni 1972 werd Esguerra door president Ferdinand Marcos benoemd tot rechter in het Hooggerechtshof van de Filipijnen. Zijn termijn in dit hoogste rechtscollege van het land duurde totdat hij op 19 juni 1976 de verplichtte pensioneringsleeftijd van 70 bereikte
In 1979, ruim twee jaar na zijn pensionering, overleed Esguerra op 72-jarige leeftijd. Hij was getrouwd met Cosmedin Filler en kreeg met haar twee dochters.